# کرسنت (جورجیا)
کرسنت (به انگلیسی: Crescent) یک منطقهٔ مسکونی در ایالات متحده آمریکا است که در شهرستان مکینتاش، جورجیا واقع شده‌است. کرسنت  ۹٫۱۴ متر بالاتر از سطح دریا واقع شده‌است.